# 范西普雷里三號縣區 (伊利諾伊州默納德縣)
范西普雷里三號鎮區（英語：Fancy Prairie No.3 Precinct）是位於美國伊利諾伊州默納德縣的一個縣區。

## 地方資料
根據2010年美國人口普查的數據，范西普雷里三號鎮區的面積為44.16平方千米，當中陸地面積為44.16平方千米，而水域面積為0.00平方千米。當地共有人口192人，而人口密度為每平方千米4.35人。